# Calanus pacificus
Calanus pacificus is een eenoogkreeftjessoort uit de familie van de Calanidae. De wetenschappelijke naam van de soort is voor het eerst geldig gepubliceerd in 1948 door Brodsky.